# Башер, Жером
Жером Башер (фр. Jérôme Bascher; род. 31 мая 1973, Санлис) — французский политик, сенатор, член партии Республиканцы.

## Биография
Родился 31 мая 1973 года в городе Санлис (департамент Уаза). Закончил Национальную школу статистики и анализа информаций, работал старшим статистиком в институте Insee. В 2002 году стал работать в аппарате министра-делегата по исследованиям и новым технологиям Клоди Эньере, а в 2004 году перешел на работу в аппарат министра культуры Рено Доннедьё де Вабра. В октябре 2006 года назначен генеральным секретарем Французской академии в Риме.
В июле 2007 года Жером Башер покинул Рим и стал техническим советником в кабинете Эрика Верта в бытность его министром бюджета, государственных счетов и гражданской администрации. С 2008 по 2011 год он был руководителем аппарата генерального директора строительной компании Adoma Пьера Мирабо.
Политическая карьера Жерома Башера началась в 1994 году, когда он примкнул к партии Объединение в поддержку Республики и поддерживал Жака Ширака во время его президентской кампании 1995 года. В 2001 году вошел в правый список Артура Деэна на муниципальных выборах в своем родном городе Санлис и был избран членом городского совета. В 2008 году был третьим в списке Кристиана Патриа, проигравшем выборы, и стал членом оппозиционной группы в совете Санлиса. В 2011 году в городе были проведены досрочные выборы, но правый список с участием Патриа и Башера оказался только третьим в первом туре.
В 2011 году Жером Башер был избран в Генеральный совет департамента Уаза от кантона Санлис, что дало ему основание на следующих муниципальных выборах 2014 года возглавить собственный список, который снова проиграл. В марте 2015 года он был избран в Совет департамента Уаза от кантона Санлис в паре с Корри Но и занял пост вице-президента Совета по вопросам экономики и финансов. В январе 2017 года он неожиданно был избран президентом ассоциации коммун Санлис―Южная Уаза, опередив своего старого политического оппонента, мэра Санлиса Паскаля Луазлёра.
В сентябре 2017 года на выборах в Сенат от департамента Уаза Жером Башер был третьим номером в правом списке Эдуара Куртьяля, завоевавшего два места в Сенате. Через два месяца второй номер в списке Надеж Лефевр сменила Куртьяля на посту президента Совета департамента Уаза и сдала мандат сенатора, который перешел к Башеру. В Сенате является секретарем комиссии по финансам.

## Занимаемые выборные должности
18.03.2001 — 14.03.2020 — член муниципального совета города Санлис 

28.03.2011 — 28.03.2015 — член Генерального совета департамента Уаза от кантона Санлис 

с 28.03.2015 — член Совета департамента Уаза от кантона Санлис 

02.04.2015 — 25.10.2017 — вице-президент Совета департамента Уаза 

с 25.11.2017 — сенатор Франции от департамента Уаза